# Georges Gaillard
Georges Gaillard (Corenc, Francia; 23 de abril de 1900-Calvi, Córcega, Francia; 1 de octubre de 1967), o en Calw (Alemania), fue un historiador del arte medievalista francés.

## Biografía
Gaillard fue profesor en el Instituto francés de Barcelona y Varsovia, en la Universidad de Lille. Sucedió a Élie Lambert en la cátedra de Historia de arte medieval en la Sorbona (París). Pasó un año en Madrid, en la École des Hautes Études Hispaniques (Casa Velázquez), en 1924-1925. Especialista en escultura y arquitectura románicas, publicó algunos trabajos de tema catalán e hispánico en general. Seguidor del método de análisis de Jurgis Baltrušaitis, surge el tema de su tesi Les débuts de la sculpture romane espagnole. Leôn, Jaca, Compostelle (1938) dedicada a la escultura románica hispánica, bajo un punto de vista únicamente estilístico, argumentando la controversia de si la creación escultórica románica empezó en el sur de Francia o en el norte de la península ibérica, este hecho fue posteriormente criticado por Jean Cabonot. En una segunda tesi complementaria Premiers essais de sculpture monumentale en Catalogne aux xe et xie siècles (1938) habla del puesto de privilegio que ocupa la escultura románica hispánica tanto en Cataluña como en Castilla y León.
Desde 1948 fue miembro correspondiente de la Sección Histórico-Arqueológica del Instituto de Estudios Catalanes y, desde 1960, de la Real Academia de las Buenas Letras de Barcelona.

## Obra literaria
- L'église et le cloïtre de Silos: dates de la construction et de la décoration, París, 1932
- Premiers essais de sculpture monumentale en Catalogne aux Xe et XIe siècles, París, Hartmann, 1938
- Les débuts de la sculpture romane espagnole: Leon, Jaca, Compostelle, París, 1938
- Pèlerins comme nos pères : Retour à Saint-Jacques 1950
- Marcel Aubert, Georges Gaillard (col·laborador), L'art roman en France, París, Flammarion, 1961
- Rouergue roman, La Pierre-qui-Vire, 1963
- Études d'Art Roman, París, PUF, 1972

Artículos de tema catalán
- Les chapiteaux de cloitre de Santa Maria del Estany : I, les chapiteux du XIIe s.; II. les chapiteux du XIIIe s. et du debut du XIVe s., en: Gazette des beaux-arts courrier européen de l'art et de la curiosité, 10, 1933, pp. 139-157, 257-271
- J. Puig i Cadafalch, Georges Gaillard, L'église Saint-Michel de Cuxa, en: Bulletin Monumental, 3, 1935
- Besalú en: Congrès archéologique de France, CXIIe session, 1954, p. 236-246
- Saint-André de Sorède, en: Congrès archéologique de France, Session 112, 1954, pp. 208-215
- La Catalogne entre l'art de Cordove et l'art roman: influences musulmanes sur l'art pré-roman en Catalogne, en: Studia islamica (París), 6 (1956), pp. 19-35
- Ripoll, en: Congrès archéologique de France, Session 117, 1959, pp. 144-159
- Sant Benet de Bages, en: Congrès archéologique de France, Session 117, 1959, pp. 208-214
- Sant Joan de les Abadeses, en: Congrès archéologique de France, Session 117, 1959, pp. 160-164

## Documentación
Sus archivos se mantienen en el Institut national d'histoire de l'art in Paris, Francia.